# Aeropuerto de Izhma
El Aeropuerto de Izhma (del ruso: Аэропорт Ижма); ICAO: UUYV) fue un aeropuerto en la Komi, Rusia localizado 3 km al noreste de Izhma. Fue operado por pequeñas aeronaves (An-2, An-24, L-410, Yak-40, etc.) pero fue cerrado al tráfico de pasajeros en 2003 y en la actualizad es utilizado solamente por helicópteros.

## Pista
El aeropuerto de Izhma dispone de una pista de hormigón en dirección 17/35 de 1.350x30 m. (4.429x98 pies) que permite el despegue o aterrizaje de todo tipo de helicópteros y de los aviones Antonov An-2, Antonov An-24 y Yakovlev Yak-40.
El pavimento es del tipo PCN 14/R/C/X/T.
Sólo hay una calle de acceso que conecta la plataforma con la pista principal.

## Accidentes
- El 7 de septiembre de 2010,[3]  el vuelo de 514 de Alrosa Mirny Air Enterprise, operado por un Tupolev Tu-154, sufrió una falla eléctrica completa en vuelo mientras se encontraba cubriendo la ruta entre Udachni y Moscú. Se realizó con éxito un aterrizaje de emergencia en Izhma, pero debido al tamaño de la pista, previsto para pequeñas aeronaves, el avión se salió de la pista y sufrió daños. Las 81 personas a bordo resultaron ilesas.[4] Posteriormente, la aeronave fue reparada y puesta nuevamente en servicio. El resultado positivo se debió en parte a la diligencia del supervisor del aeropuerto Sergey Sotnikov a la hora de mantener la pista libre de vegetación y escombros incluso después de que el aeropuerto se cerrara al tráfico en 2003. Posteriormente, Sotnikov recibió la Medalla de la Orden "Por el Mérito a la Patria". por el presidente de Rusia.